# ソフォクレス (小惑星)
ソフォクレス (2921 Sophocles) は小惑星帯に位置する小惑星である。パロマー天文台のトム・ゲーレルスとライデン天文台のファン・ハウテン夫妻が発見した。
古代ギリシア三大悲劇詩人の一人、ソポクレス（ラテン語表記はソフォクレス）に因んで命名された。